# Cheia schelet
The Skeleton Key  (în limba română: Paspartuul, sau Șperaclul) este un film de groază supranatural american din 2005, cu participarea lui Kate Hudson, Gena Rowlands, John Hurt, Peter Sarsgaard și Joy Bryant. Filmul prezintă povestea unei tinere asistente medicale care dobândește un loc de muncă la o casă dintr-o plantație din Terrebonne Parish, și devine confuză de misterele supernaturale ce învăluie casa, foștii săi locuitori, și ritualurile hoodoo care au loc aici.
Filmul a fost lansat în cinematografele din Marea Britanie pe 29 iulie 2005, și în cele din Statele Unite pe 12 august 2005.

## Distribuție
- Kate Hudson în rolul lui Caroline Ellis
- John Hurt în rolul lui Benjamin Devereaux
- Gena Rowlands în rolul lui Violet Devereaux
- Peter Sarsgaard în rolul lui Luke Marshall
- Joy Bryant în rolul lui Jill Dupay
- Isaach De Bankolé în rolul lui Creole Gas Station Owner
- Maxine Barnett în rolul lui Mama Cynthia
- Fahnlohnee R. Harris în rolul lui Hallie
- Marion Zinser în rolul lui Elderly Bayou Woman
- Deneen Tyler în rolul lui Desk Nurse
- Ann Dalrymple în rolul lui C.N.A
- Trula Marcus în rolul lui Nurse Trula
- Tonya Staten în rolul lui Nurse Audrey
- Thomas Uskali în rolul lui Robertson Thorpe
- Jen Apga în rolul lui Madeleine Thorpe
- Forrest Landis în rolul lui Martin Thorpe
- Jamie Lee Redmon în rolul lui Grace Thorpe
- Ronald McCall în rolul lui Papa Justify
- Jeryl Prescott în rolul lui Mama Cecile
- Cristha Thorne în rolul lui Creole Mother
- Lakrishi Kindred în rolul lui Frail Customer